# Altiplà d'Armènia

Mapa topogràfic del Caucas

L'Altiplà d'Armènia (en armeni: Հայկական լեռնաշխարհ : Haykakan Lernachkharh) és una planura a Armènia, en la part meridional de Geòrgia, la part occidental de l'Azerbaidjan (enclavament del Nakhtxivan), el nord-oest de l'Iran i la part oriental de Turquia. Aquest territori se situa entre 1.000 i 2.000 metres d'altitud, enmig de les cadenes de muntanyes de Transcaucàsia que connecta el Petit Caucas a les Muntanyes del Taure.

## Geografia

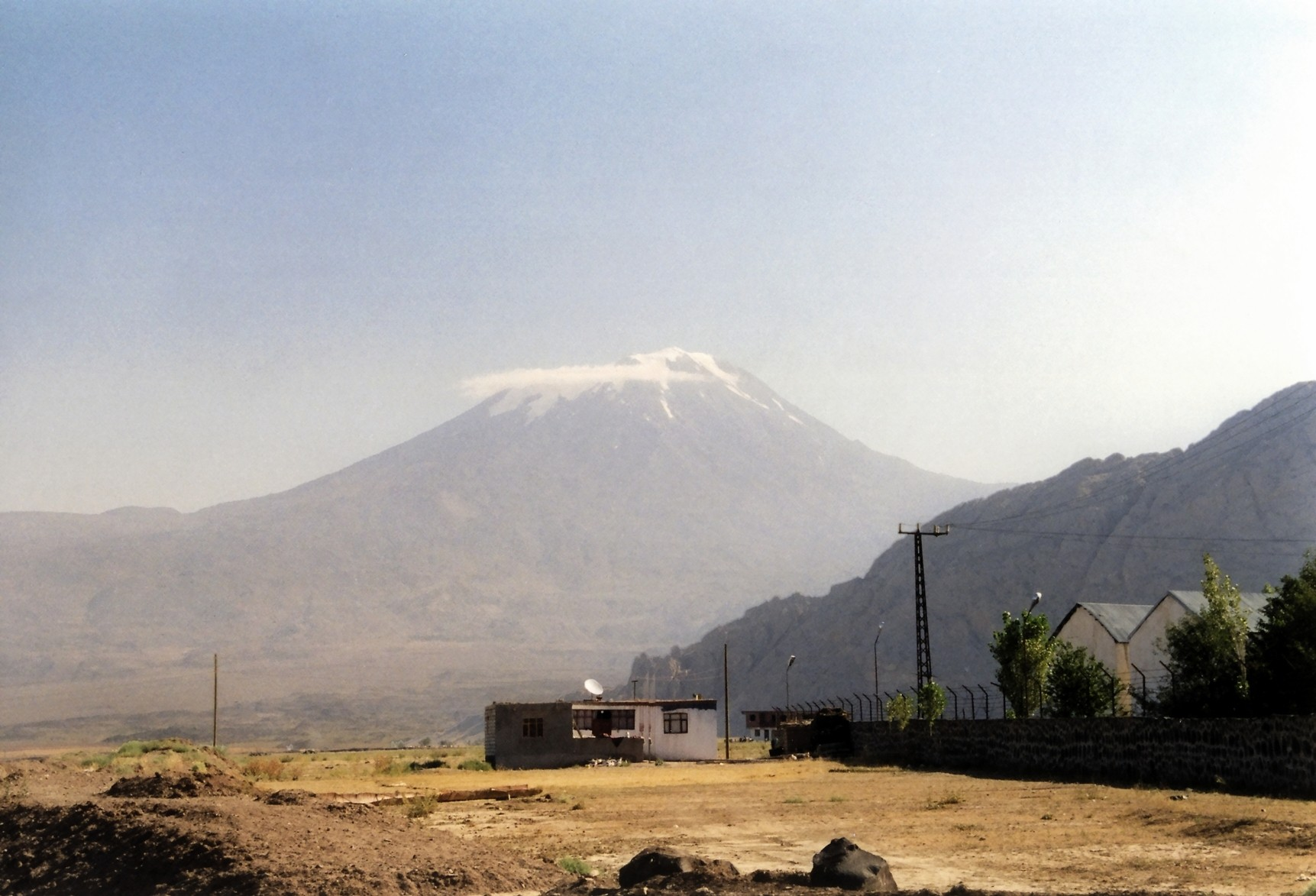
El mont Ararat i l'altiplà armeni.

L'altiplà armenia ocupa una superfície de 400.000 km². El cim més elevat és el Mont Ararat que culmina a 5.165 metres d'altitud. Aquesta planura és drenada per les aigües del riu Araxes i és vorejada de desnivells en terrassa que es dirigeixen cap a la mar Càspia. A més a més d'aquest, l'únic que no abandona ràpidament l'altiplà, hi ha un total de sis rius més que tenen les seves fonts a l'altiplà: el Tigris, l'Eufrates, el Kura, el Çoruh, el Kızılırmak i el Licos del Pont. El relleu d'aquesta regió és marcat per nombroses depressions, sovint associades a falles, en les quals es formen alguns llacs, com ara el llac Sevan (1.400 km²), el llac Van (3.755 km²), i el llac Urmia (5.200 km²).

## Geologia
L'altiplà armeni és a tocar de plaques tectòniques que ja han provocat en el passat diverses erupcions volcàniques, així com sismes, de vegades molt importants i destructius.

## Clima
L'altiplà armeni té un clima continental: fred a l'hivern, calent i sec a l'estiu.